# Ligament cruciforme de l'atlas
Le ligament cruciforme de l'atlas est un ligament de l'articulation atlanto-axoïdienne. Le ligament tire son nom de sa forme en croix.

## Structure
Le ligament croisé de l'atlas est constitué du ligament transverse de l'atlas et de deux faisceaux longitudinaux : les ligaments transverso-oxxipital et transverso-axoïdien,. Le ligament transverso-occipital relie le ligament transverse à la face antérieure du foramen magnum à la partie basilaire de l'os occipital du crâne. Le ligament transverso-axoïdien relie le ligament transverse au corps de l'axis (C2).

### Variation
Le ligament transverso-axoïdien peut être absent chez certaines personnes. Le reste du ligament est toujours présent.

## Rôle
Le ligament croisé de l'atlas empêche les mouvements anormaux de l'articulation atlanto-axiale. Les faisceaux longitudinaux empêchent l'hyperflexion et l'hyperextension de l'articulation, et maintiennent le ligament transverse de l'atlas dans une position normale.

## Aspect clinique
Un traumatisme de l'articulation peut entrainer une déchirure de n'importe quelle partie du ligament cruciforme de l'atlas, notamment en cas de fracture de l'atlas. Les déchirures ligamentaires peuvent être visualisées par radiographie, tomodensitométrie ou imagerie par résonance magnétique.

### Ossification
Très rarement, le ligament croisé de l'atlas peut s'ossifier et entraîner une myélopathie cervicale, un déficit de la moelle épinière.